# 幻想曲 (スクリャービン)
アレクサンドル・スクリャービンの《幻想曲ロ短調》作品28は、1900年のピアノ曲。《ソナタ第3番》と《ソナタ第4番》の間に完成された、ソナタ形式による単一楽章の作品。スクリャービンがモスクワ音楽院ピアノ科教授として忙殺されていた時期に作曲された唯一の作品である。スクリャービンは、1889年に二台ピアノのための《幻想曲 イ短調》を作曲しているが、スクリャービンの「幻想曲」と言えば事実上本作を指す。
対位法的構想や劇的な性格においては《ソナタ第3番》の特徴を引き継いでいるが、超絶技巧の要求において《ソナタ第4番》の前触れとなっている（ただし、左手の超絶技巧に関して言えば、《第3番》の延長上にあると言える）。全般的に、主題のカノン的な処理が顕著である。3つのソナタ主題で構成され、情熱的な第1主題、26小節にわたって繰り広げられる霊感に満ちた第2主題、力強い密集和音で半音階的に進行する第3主題が含まれる。このうち第3主題は、《神聖なる詩》の世界を予告している。再現部は後で拡張され、さらに敷衍される。息の長いコーダを通じて情緒的な旋律線が進んで行く。このような工夫は、後年の《「白ミサ」ソナタ》においても現れることとなる。
ロシアのピアニストには人気のある楽曲だが、作曲者自身は本作を顧ることがなかった。レオニード・サバネーエフがスクリャービンの自宅のピアノで《幻想曲》の主題を弾いたところ、スクリャービンは隣の部屋から「誰の曲だい？覚えがあるな」と叫んだ。サバネーエフが「あなたの幻想曲ですが」と答えると、スクリャービンは「何て幻想曲？」と聞き返したという。

## 関連事項
- 幻想曲 (ショパン)
- 幻想曲 (シューマン)
- ピアノソナタ (リスト)